# بوگویتس
بوگویتس (به آلمانی: Bugewitz) یک شهر در آلمان است که در فرپومرن-گرایفسوالد واقع شده‌است. بوگویتس ۲۸۹ نفر جمعیت دارد.

## نگارخانه

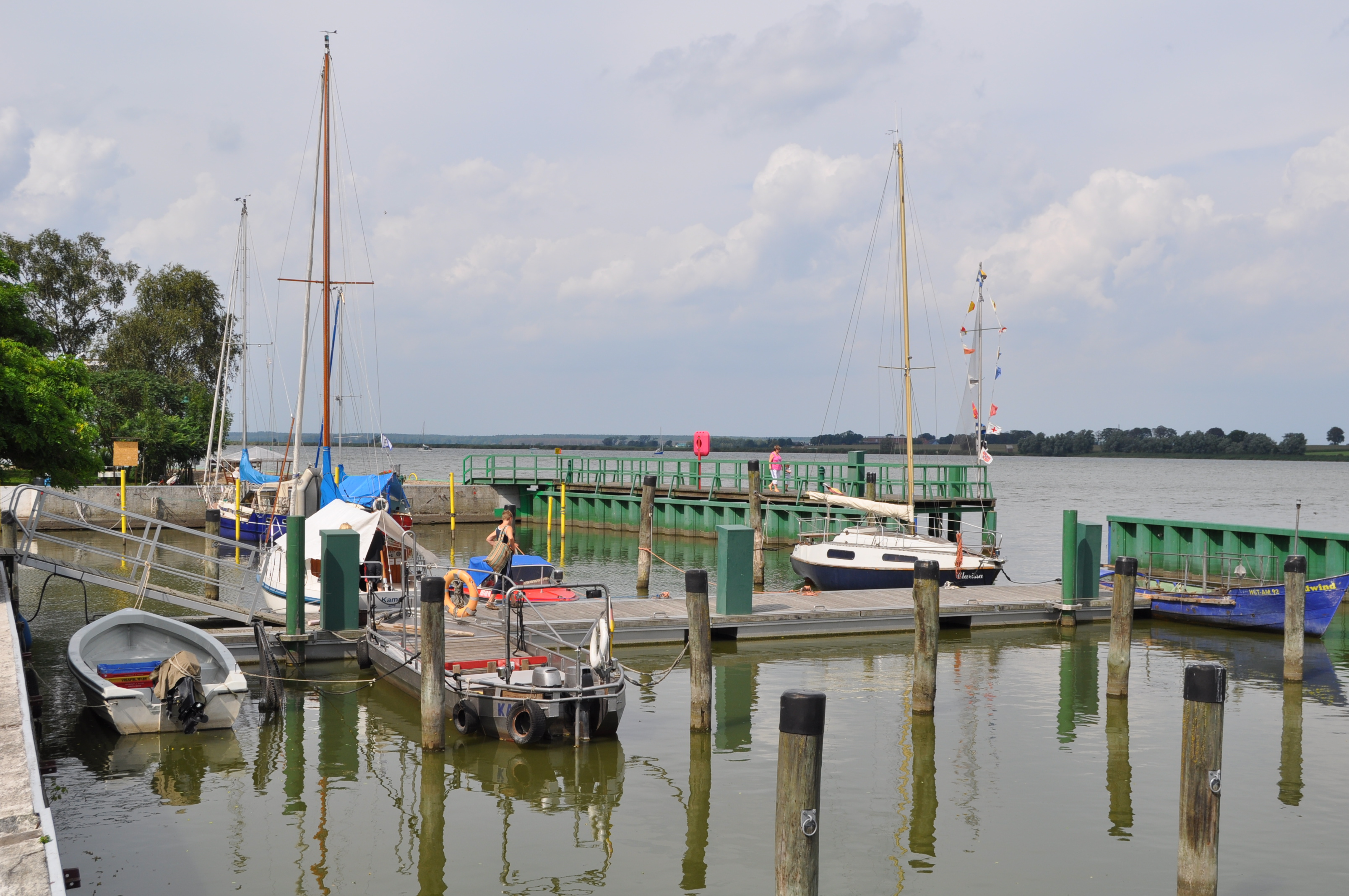
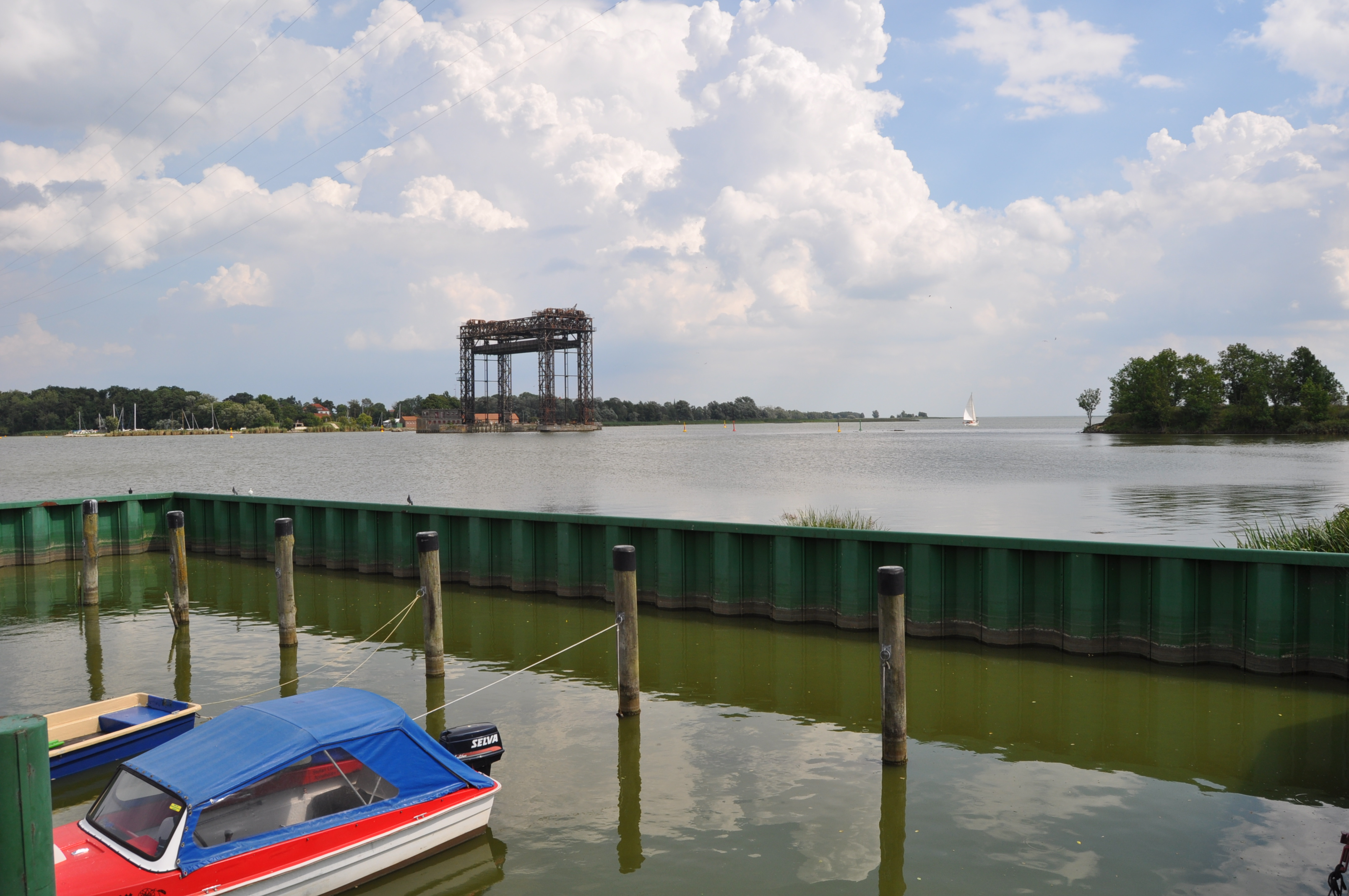
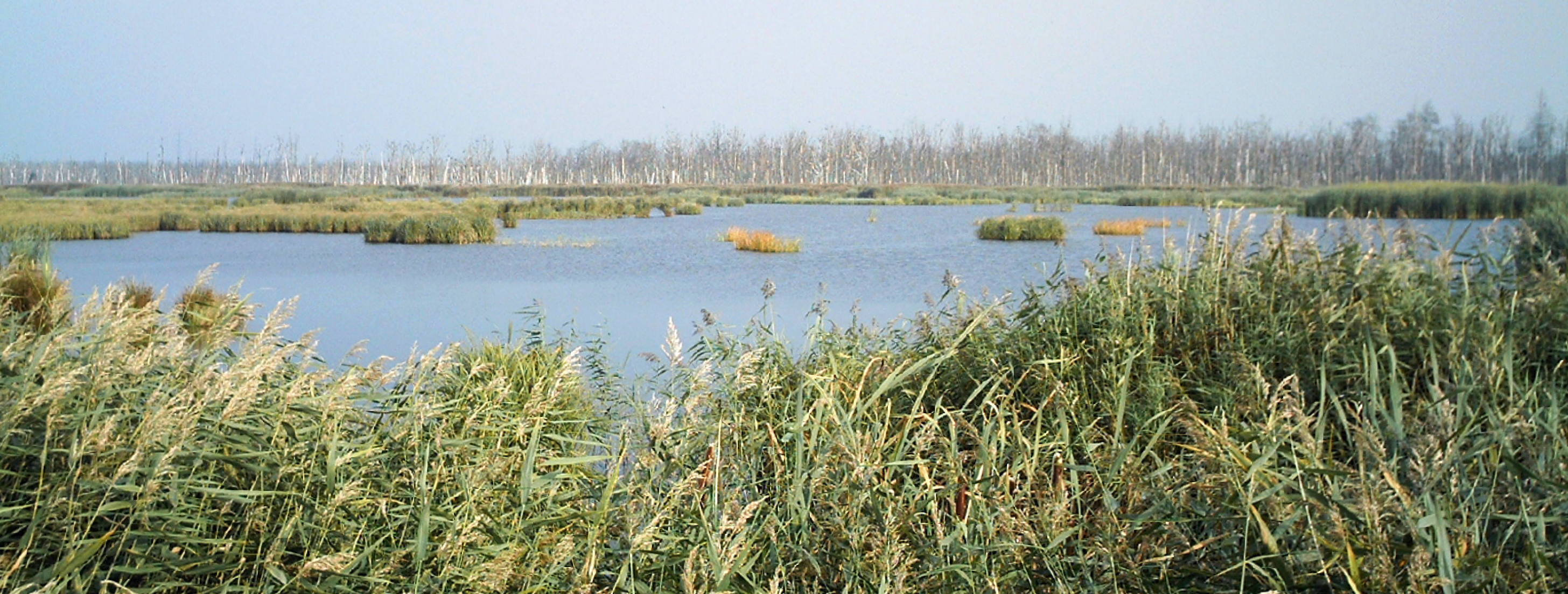